# کشتزار چکاوک‌ها
کشتزار چکاوک‌ها (ایتالیایی: La masseria delle allodole؛ ارمنی: Արտույտների ագարակ)، رمان تاریخی  به قلم آنتونیا آرسالان درباره نسل‌کشی ارمنی‌ها در سال ۱۹۱۵ میلادی. این کتاب برندهٔ جایزهٔ پی‌ای‌ان کلاب سال ۲۰۰۵ شد. فیلم مزرعه چکاوک‌ها با اقتباس از این اثر توسط برادران تاویانی ساخته شده‌است.

## خلاصه داستان
آغاز یک سه‌گانه است؛ داستان چهار کودک ارمنی که به دنبال کشتار ارمنیان مجبور به فرار از وطن‌شان می‌شوند و قصد رسیدن به ونیز را دارند. این داستان تلفیقی است از شرق و غرب: ارمنستان و ونیز. داستان عموزاده‌های ایتالیایی با عموزاده‌های ارمنی نجات‌یافته از دسته‌های کوچ اجباری است که در ونیز به پایان می‌رسد. آرسالان می‌گوید: 
«گشودن راه فراری برای این کودکان، که زندگی شان تباه شده‌است، مانند گرفتن ماهی از ته یک گودال عمیق است».

## دستاوردها
- ۲۰۰۴: جایزه کامپیلو[الف][۱]
- ۲۰۰۴: جایزه جوسپه برتو[ب] برای نخستین اثر[۲]
- ۲۰۰۴: جایزه استرسا[پ][۳]
- ۲۰۰۵: جایزه ادبی بین‌المللی آلساندرو مانزونی[ت][۴]

## یادداشت
1. ↑  Premio Selezione Campiello
2. ↑  Premio Giuseppe Berto
3. ↑  Premio Stresa
4. ↑  Premio Letterario Internazionale "Alessandro Manzoni – Città Di Lecco"